# The Call of the Cumberlands
The Call of the Cumberlands is een Amerikaanse dramafilm uit 1916 onder regie van Frank Lloyd.

## Verhaal
Samson South verlaat zijn bergdorp en zijn liefje Sally Spicer om te gaan schilderen in New York. Onder de invloed van Adrienne Lescott wordt hij een gevierd kunstenaar en een heer van stand. Omdat er een vete ontstaat tussen de families South en Hollman, moet Samson terugkeren naar de bergen. Sally is zowel opgewonden als angstig door zijn komst. Ze houdt nog steeds van Samson, maar ze is bang dat ze hem verloren heeft aan Adrienne. Wanneer de vete is bijgelegd, verzekert hij Sally dat zijn hart aan haar toebehoort en dat hij de bergen nooit meer zal verlaten.

## Rolverdeling
| Acteur             | Personage                   |
| ------------------ | --------------------------- |
| Dustin Farnum      | Samson South                |
| Winifred Kingston  | Sally Spicer / Sally Miller |
| Herbert Standing   | Spicer South                |
| Page Peters        | Wilfred Horton              |
| Howard Davies      | James Farbish               |
| Richard L'Estrange | Tamarack Spicer             |
| Joe Ray            | Aaron Hollis                |
| Myrtle Stedman     | Adrienne Lescott            |
| Virginia Foltz     | Mevrouw Lescott             |
| Michael Hallvard   | George Lescott              |